# Giuseppe Olivieri
Giuseppe Olivieri (Campo Ligure, 28 febbraio 1889 – Varazze, 22 maggio 1973) è stato un ciclista su strada e pistard italiano.
Professionista dal 1912 al 1928, vinse una tappa al Giro d'Italia 1920.

## Carriera
Iniziò la carriera come pistard a Marsiglia, dove la famiglia si era trasferita. Ottenne i migliori risultati nel 1919, con un terzo posto alla Milano-Sanremo ed un secondo alla Milano-Torino e nel 1920, anno in cui vinse la tappa di Torino al Giro d'Italia. Nel 1924 fu secondo alla Sei giorni di Berlino, in coppia con Alessandro Tonani.
Fu anche lo scopritore e poi allenatore del suo conterraneo Giuseppe Olmo.

## Palmarès
- 1920

1ª tappa al Giro d'Italia (Milano > Torino)
- 1921

La course de côte du mont Faron

## Piazzamenti

### Grandi giri
- Giro d'Italia

1920: ritirato

### Classiche
- Milano-Sanremo

1919: 3º